# سواوومیرا وژینسکا
سواوومیرا وژینسکا (لهستانی: Sławomira Łozińska؛ زادهٔ ۸ آوریل ۱۹۵۳) بازیگر اهل لهستان است.
از فیلم‌ها یا مجموعه‌های تلویزیونی که وی در آن‌ها نقش داشته‌است، می‌توان به به‌دور از جاده، ترانه عاشقانه‌ای برای یانوشِک، برادر الهی ما، به تاخت، خیابان فرعی ۴، قانون حقیقی، هتل ۵۲، رنگ‌های خوشبختی، ع چون عشق، بدهی، در خوشی و سختی و طایفه اشاره نمود.